# Playmate-ek listája
A Playboy magazin Hónap Playmate-jei szereplésük dátumával.

## A Hónap Playmate-jei az amerikaiPlayboyban
1953 - 1959  ·  1960 - 1969  ·  1970 - 1979  ·  1980 - 1989  ·  1990 - 1999  ·  2000 -

### 1953-1959
|      | Január                | Február          | Március                  | Április        | Május            | Június            | Július          | Augusztus      | Szeptember         | Október                   | November         | December       |
| ---- | --------------------- | ---------------- | ------------------------ | -------------- | ---------------- | ----------------- | --------------- | -------------- | ------------------ | ------------------------- | ---------------- | -------------- |
| 1953 | …                     | …                | …                        | …              | …                | …                 | …               | …              | …                  | …                         | …                | Marilyn Monroe |
| 1954 | Margie Harrison       | Margaret Scott   | Dolores Del Monte        | Marilyn Waltz  | Joanne Arnold    | Margie Harrison   | Neva Gilbert    | Arline Hunter  | Jackie Rainbow     | Madeline Castle           | Diane Hunter     | Terry Ryan     |
| 1955 | Bettie Page           | Jayne Mansfield  | Nem jelent meg a magazin | Marilyn Waltz  | Marguerite Empey | Eve Meyer         | Janet Pilgrim   | Pat Lawler     | Anne Fleming       | Jean Moorehead            | Barbara Cameron  | Janet Pilgrim  |
| 1956 | Lynn Turner           | Marguerite Empey | Marian Stafford          | Rusty Fisher   | Marion Scott     | Gloria Walker     | Alice Denham    | Jonnie Nicely  | Elsa Sorensen      | Janet Pilgrim             | Betty Blue       | Lisa Winters   |
| 1957 | June Blair            | Sally Todd       | Sandra Edwards           | Gloria Windsor | Dawn Richard     | Carrie Radison    | Jean Jani       | Dolores Donlon | Jacquelyn Prescott | Colleen Farrington        | Marlene Callahan | Linda Vargas   |
| 1958 | Elizabeth Ann Roberts | Cheryl Kubert    | Zahra Norbo              | Felicia Atkins | Lari Laine       | Judy Lee Tomerlin | Linné Ahlstrand | Myrna Weber    | Teri Hope          | Mara Corday & Pat Sheehan | Joan Staley      | Joyce Nizzari  |
| 1959 | Virginia Gordon       | Eleanor Bradley  | Audrey Daston            | Nancy Crawford | Cindy Fuller     | Marilyn Hanold    | Yvette Vickers  | Clayre Peters  | Marianne Gaba      | Elaine Reynolds           | Donna Lynn       | Ellen Stratton |

### 1960-1969
|      | Január           | Február             | Március            | Április        | Május            | Június            | Július           | Augusztus        | Szeptember         | Október             | November         | December       |
| ---- | ---------------- | ------------------- | ------------------ | -------------- | ---------------- | ----------------- | ---------------- | ---------------- | ------------------ | ------------------- | ---------------- | -------------- |
| 1960 | Stella Stevens   | Susie Scott         | Sally Sarell       | Linda Gamble   | Ginger Young     | Delores Wells     | Teddi Smith      | Elaine Paul      | Ann Davis          | Kathy Douglas       | Joni Mattis      | Carol Eden     |
| 1961 | Connie Cooper    | Barbara Ann Lawford | Tonya Crews        | Nancy Nielsen  | Susan Kelly      | Heidi Becker      | Sheralee Conners | Karen Thompson   | Christa Speck      | Jean Cannon         | Dianne Danford   | Lynn Karrol    |
| 1962 | Merle Pertile    | Kari Knudsen        | Pamela Anne Gordon | Roberta Lane   | Marya Carter     | Merissa Mathes    | Unne Terjesen    | Jan Roberts      | Mickey Winters     | Laura Young         | Avis Kimble      | June Cochran   |
| 1963 | Judi Monterey    | Toni Ann Thomas     | Adrienne Moreau    | Sandra Settani | Sharon Cintron   | Connie Mason      | Carrie Enwright  | Phyllis Sherwood | Victoria Valentino | Christine Williams  | Terre Tucker     | Donna Michelle |
| 1964 | Sharon Rogers    | Nancy Jo Hooper     | Nancy Scott        | Ashlyn Martin  | Terri Kimball    | Lori Winston      | Melba Ogle       | China Lee        | Astrid Schulz      | Rosemarie Hillcrest | Kai Brendlinger  | Jo Collins     |
| 1965 | Sally Duberson   | Jessica St. George  | Jennifer Jackson   | Sue Williams   | Maria McBane     | Hedy Scott        | Gay Collier      | Lannie Balcom    | Patti Reynolds     | Allison Parks       | Pat Russo        | Dinah Willis   |
| 1966 | Judy Tyler       | Melinda Windsor     | Priscilla Wright   | Karla Conway   | Dolly Read       | Kelly Burke       | Tish Howard      | Susan Denberg    | Dianne Chandler    | Linda Moon          | Lisa Baker       | Susan Bernard  |
| 1967 | Surrey Marshe    | Kim Farber          | Fran Gerard        | Gwen Wong      | Anne Randall     | Joey Gibson       | Heather Ryan     | DeDe Lind        | Angela Dorian      | Reagan Wilson       | Kaya Christian   | Lynn Winchell  |
| 1968 | Connie Kreski    | Nancy Harwood       | Michelle Hamilton  | Gaye Rennie    | Elizabeth Jordan | Britt Fredriksen  | Melodye Prentiss | Gale Olson       | Dru Hart           | Majken Haugedal     | Paige Young      | Cynthia Myers  |
| 1969 | Leslie Bianchini | Lorrie Menconi      | Kathy MacDonald    | Lorna Hopper   | Sally Sheffield  | Helena Antonaccio | Nancy McNeil     | Debbie Hooper    | Shay Knuth         | Jean Bell           | Claudia Jennings | Gloria Root    |

### 1970-1979
|      | Január           | Február          | Március           | Április            | Május                   | Június         | Július            | Augusztus        | Szeptember       | Október                              | November           | December         |
| ---- | ---------------- | ---------------- | ----------------- | ------------------ | ----------------------- | -------------- | ----------------- | ---------------- | ---------------- | ------------------------------------ | ------------------ | ---------------- |
| 1970 | Jill Taylor      | Linda Forsythe   | Chris Koren       | Barbara Hillary    | Jennifer Liano          | Elaine Morton  | Carol Willis      | Sharon Clark     | Debbie Ellison   | Madeleine Collinson & Mary Collinson | Avis Miller        | Carol Imhof      |
| 1971 | Liv Lindeland    | Willy Rey        | Cynthia Hall      | Chris Cranston     | Janice Pennington       | Lieko English  | Heather Van Every | Cathy Rowland    | Crystal Smith    | Claire Rambeau                       | Danielle de Vabre  | Karen Christy    |
| 1972 | Marilyn Cole     | P. J. Lansing    | Ellen Michaels    | Vicki Peters       | Deanna Baker            | Debbie Davis   | Carol O'Neal      | Linda Summers    | Susan Miller     | Sharon Johansen                      | Lenna Sjooblom     | Mercy Rooney     |
| 1973 | Miki Garcia      | Cyndi Wood       | Bonnie Large      | Julie Woodson      | Anulka Dziubinska       | Ruthy Ross     | Martha Smith      | Phyllis Coleman  | Geri Glass       | Valerie Lane                         | Monica Tidwell     | Christine Maddox |
| 1974 | Nancy Cameron    | Francine Parks   | Pamela Zinszer    | Marlene Morrow     | Marilyn Lange           | Sandy Johnson  | Carol Vitale      | Jean Manson      | Kristine Hanson  | Ester Cordet                         | Bebe Buell         | Janice Raymond   |
| 1975 | Lynnda Kimball   | Laura Misch      | Ingeborg Sorensen | Mary Jo Cunningham | Bridgett Rollins        | Azizi Johari   | Lynn Schiller     | Lillian Müller   | Mesina Miller    | Jill De Vries                        | Janet Lupo         | Nancie Li Brandi |
| 1976 | Daina House      | Laura Lyons      | Ann Pennington    | Denise Michele     | Patricia Margot McClain | Debra Peterson | Deborah Borkman   | Linda Beatty     | Whitney Kaine    | Hope Olson                           | Patti McGuire      | Karen Hafter     |
| 1977 | Susan Lynn Kiger | Star Stowe       | Nicki Thomas      | Lisa Sohm          | Sheila Mullen           | Virve Reid     | Sondra Theodore   | Julia Lyndon     | Debra Jo Fondren | Kristine Winder                      | Rita Lee           | Ashley Cox       |
| 1978 | Debra Jensen     | Janis Schmitt    | Christina Smith   | Pamela Jean Bryant | Kathryn Morrison        | Gail Stanton   | Karen Morton      | Vicki Witt       | Rosanne Katon    | Marcy Hanson                         | Monique St. Pierre | Janet Quist      |
| 1979 | Candy Loving     | Lee Ann Michelle | Denise McConnell  | Missy Cleveland    | Michele Drake           | Louann Fernald | Dorothy Mays      | Dorothy Stratten | Vicki McCarty    | Ursula Buchfellner                   | Sylvie Garant      | Candace Collins  |

### 1980-1989
|      | Január            | Február             | Március          | Április            | Május                 | Június           | Július             | Augusztus        | Szeptember                                       | Október           | November        | December           |
| ---- | ----------------- | ------------------- | ---------------- | ------------------ | --------------------- | ---------------- | ------------------ | ---------------- | ------------------------------------------------ | ----------------- | --------------- | ------------------ |
| 1980 | Gig Gangel        | Sandy Cagle         | Henriette Allais | Liz Glazowski      | Martha Thomsen        | Ola Ray          | Teri Peterson      | Victoria Cooke   | Lisa Welch                                       | Mardi Jacquet     | Jeana Tomasino  | Terri Welles       |
| 1981 | Karen Price       | Vicki Lynn Lasseter | Kymberly Herrin  | Lorraine Michaels  | Gina Goldberg         | Cathy Larmouth   | Heidi Sorenson     | Debbie Boostrom  | Susan Smith                                      | Kelly Tough       | Shannon Tweed   | Patricia Farinelli |
| 1982 | Kimberly McArthur | Anne-Marie Fox      | Karen Witter     | Linda Rhys Vaughn  | Kym Malin             | Lourdes Estores  | Lynda Wiesmeier    | Cathy St. George | Connie Brighton                                  | Marianne Gravatte | Marlene Janssen | Charlotte Kemp     |
| 1983 | Lonny Chin        | Melinda Mays        | Alana Soares     | Christina Ferguson | Susie Scott Krabacher | Jolanda Egger    | Ruth Guerri        | Carina Persson   | Barbara Edwards                                  | Tracy Vaccaro     | Veronica Gamba  | Terry Nihen        |
| 1984 | Penny Baker       | Justine Greiner     | Dona Speir       | Lesa Ann Pedriana  | Patty Duffek          | Tricia Lange     | Liz Stewart        | Suzi Schott      | Kimberly Evenson                                 | Debi Johnson      | Roberta Vasquez | Karen Velez        |
| 1985 | Joan Bennett      | Cherie Witter       | Donna Smith      | Cindy Brooks       | Kathy Shower          | Devin DeVasquez  | Hope Marie Carlton | Cher Butler      | Venice Kong                                      | Cynthia Brimhall  | Pamela Saunders | Carol Ficatier     |
| 1986 | Sherry Arnett     | Julie McCullough    | Kim Morris       | Teri Weigel        | Christine Richters    | Rebecca Ferratti | Lynne Austin       | Ava Fabian       | Rebekka Armstrong                                | Katherine Hushaw  | Donna Edmondson | Laurie Carr        |
| 1987 | Luann Lee         | Julie Peterson      | Marina Baker     | Anna Clark         | Kymberly Paige        | Sandy Greenberg  | Carmen Berg        | Sharry Konopski  | Gwen Hajek                                       | Brandi Brandt     | Pam Stein       | India Allen        |
| 1988 | Kimberley Conrad  | Kari Kennell        | Susie Owens      | Eloise Broady      | Diana Lee             | Emily Arth       | Terri Lynn Doss    | Helle Michaelsen | Laura Richmond                                   | Shannon Long      | Pia Reyes       | Kata Kärkkäinen    |
| 1989 | Fawna MacLaren    | Simone Eden         | Laurie Wood      | Jennifer Jackson   | Monique Noel          | Tawnni Cable     | Erika Eleniak      | Gianna Amore     | Karin van Breeschooten & Mirjam van Breeschooten | Karen Foster      | Renee Tenison   | Petra Verkaik      |

### 1990-1999
|      | Január             | Február            | Március            | Április            | Május             | Június            | Július               | Augusztus           | Szeptember      | Október           | November          | December           |
| ---- | ------------------ | ------------------ | ------------------ | ------------------ | ----------------- | ----------------- | -------------------- | ------------------- | --------------- | ----------------- | ----------------- | ------------------ |
| 1990 | Peggy McIntaggart  | Pamela Anderson    | Deborah Driggs     | Lisa Matthews      | Tina Bockrath     | Bonnie Marino     | Jacqueline Sheen     | Melissa Evridge     | Kerri Kendall   | Brittany York     | Lorraine Olivia   | Morgan Fox         |
| 1991 | Stacy Leigh Arthur | Cristy Thom        | Julie Clarke       | Christina Leardini | Carrie Jean Yazel | Saskia Linssen    | Wendy Kaye           | Corinna Harney      | Samantha Dorman | Cheryl Bachman    | Tonja Christensen | Wendy Hamilton     |
| 1992 | Suzi Simpson       | Tanya Beyer        | Tylyn John         | Cady Cantrell      | Anna Nicole Smith | Angela Melini     | Amanda Hope          | Ashley Allen        | Morena Corwin   | Tiffany Sloan     | Stephanie Adams   | Barbara Moore      |
| 1993 | Echo Johnson       | Jennifer LeRoy     | Kimberly Donley    | Nicole Wood        | Elke Jeinsen      | Alesha Oreskovich | Leisa Sheridan       | Jennifer Lavoie     | Carrie Westcott | Jenny McCarthy    | Julianna Young    | Arlene Baxter      |
| 1994 | Anna-Marie Goddard | Julie Lynn Cialini | Neriah Davis       | Becky DelosSantos  | Shae Marks        | Elan Carter       | Traci Adell          | Maria Checa         | Kelly Gallagher | Victoria Zdrok    | Donna Perry       | Elisa Bridges      |
| 1995 | Melissa Holliday   | Lisa Marie Scott   | Stacy Sanches      | Danelle Folta      | Cynthia Brown     | Rhonda Adams      | Heidi Mark           | Rachel Jean Marteen | Donna D'Errico  | Alicia Rickter    | Holly Witt        | Samantha Torres    |
| 1996 | Victoria Fuller    | Kona Carmack       | Priscilla Taylor   | Gillian Bonner     | Shauna Sand       | Karin Taylor      | Angel Boris          | Jessica Lee         | Jennifer Allan  | Nadine Chanz      | Ulrika Ericsson   | Victoria Silvstedt |
| 1997 | Jami Ferrell       | Kimber West        | Jennifer Miriam    | Kelly Monaco       | Lynn Thomas       | Carrie Stevens    | Daphnée Lynn Duplaix | Kalin Olson         | Nikki Schieler  | Layla Roberts     | Inga Drozdova     | Karen McDougal     |
| 1998 | Heather Kozar      | Julia Schultz      | Marliece Andrada   | Holly Joan Hart    | Deanna Brooks     | Maria Luisa Gil   | Lisa Dergan          | Angela Little       | Vanessa Gleason | Laura Cover       | Tiffany Taylor    | Dahm triplets      |
| 1999 | Jaime Bergman      | Stacy Marie Fuson  | Alexandria Karlsen | Natalia Sokolova   | Tishara Cousino   | Kimberly Spicer   | Jennifer Rovero      | Rebecca Scott       | Kristi Cline    | Jodi Ann Paterson | Cara Wakelin      | Brooke Richards    |

### 2000-2009
|      | Január                            | Február              | Március           | Április                | Május             | Június             | Július              | Augusztus          | Szeptember        | Október             | November        | December                                   |
| ---- | --------------------------------- | -------------------- | ----------------- | ---------------------- | ----------------- | ------------------ | ------------------- | ------------------ | ----------------- | ------------------- | --------------- | ------------------------------------------ |
| 2000 | Carol Bernaola & Darlene Bernaola | Suzanne Stokes       | Nicole Marie Lenz | Brande Roderick        | Brooke Berry      | Shannon Stewart    | Neferteri Shepherd  | Summer Altice      | Kerissa Fare      | Nichole Van Croft   | Buffy Tyler     | Cara Michelle                              |
| 2001 | Irina Voronina                    | Lauren Michelle Hill | Miriam Gonzalez   | Katie Lohmann          | Crista Nicole     | Heather Spytek     | Kimberley Stanfield | Jennifer Walcott   | Dalene Kurtis     | Stephanie Heinrich  | Lindsey Vuolo   | Shanna Moakler                             |
| 2002 | Nicole Narain                     | Anka Romensky        | Tina Jordan       | Heather Carolin        | Christi Shake     | Michele Rogers     | Lauren Anderson     | Christina Santiago | Shallan Meiers    | Teri Harrison       | Serria Tawan    | Lani Todd                                  |
| 2003 | Rebecca Ramos                     | Charis Boyle         | Pennelope Jimenez | Carmella DeCesare      | Laurie Fetter     | Tailor James       | Marketa Janska      | Colleen Marie      | Luci Victoria     | Audra Lynn          | Divini Rae      | Deisy Teles & Sarah Teles                  |
| 2004 | Colleen Shannon                   | Aliya Wolf           | Sandra Hubby      | Krista Kelly           | Nicole Whitehead  | Hiromi Oshima      | Stephanie Glasson   | Pilar Lastra       | Scarlett Keegan   | Kimberly Holland    | Cara Zavaleta   | Tiffany Fallon                             |
| 2005 | Destiny Davis                     | Amber Campisi        | Jillian Grace     | Courtney Rachel Culkin | Jamie Westenhiser | Kara Monaco        | Qiana Chase         | Tamara Witmer      | Vanessa Hoelsher  | Amanda Paige        | Raquel Gibson   | Christine Smith                            |
| 2006 | Athena Lundberg                   | Cassandra Lynn       | Monica Leigh      | Holley Ann Dorrough    | Alison Waite      | Stephanie Larimore | Sara Jean Underwood | Nicole Voss        | Janine Habeck     | Jordan Monroe       | Sarah Elizabeth | Kia Drayton                                |
| 2007 | Jayde Nicole                      | Heather Rene Smith   | Tyran Richard     | Giuliana Marino        | Shannon James     | Brittany Binger    | Tiffany Selby       | Tamara Sky         | Patrice Hollis    | Spencer Scott       | Lindsay Wagner  | Sasckya Porto                              |
| 2008 | Sandra Nilsson                    | Michelle McLaughlin  | Ida Ljungqvist    | Regina Deutinger       | AJ Alexander      | Juliette Fretté    | Laura Croft         | Kayla Collins      | Valerie Mason     | Kelly Carrington    | Grace Kim       | Jennifer Jo Campbell & Natalie Jo Campbell |
| 2009 | Dasha Astafieva                   | Jessica Burciaga     | Jennifer Pershing | Hope Dworaczyk         | Crystal McCahill  | Candice Cassidy    | Karissa Shannon     | Kristina Shannon   | Kimberly Phillips | Lindsay Gayle Evans | Kelley Thompson | Crystal Harris                             |

### 2011-
|      | Január                | Február           | Március            | Április           | Május                         | Június             | Július            | Augusztus              | Szeptember        | Október              | November          | December            |
| ---- | --------------------- | ----------------- | ------------------ | ----------------- | ----------------------------- | ------------------ | ----------------- | ---------------------- | ----------------- | -------------------- | ----------------- | ------------------- |
| 2010 | Jaime Faith Edmondson | Heather Rae Young | Kyra Milan         | Amy Leigh Andrews | Kassie Lyn Longsdon           | Katie Vernola      | Shanna McLaughlin | Angela Francesca Frigo | Olivia Paige      | Claire Sinclair      | Shera Bechard     | Ashley Hobbs        |
| 2011 | Anna Sophia Berglund  | Kylie Johnson     | Ashley Mattingly   | Jecklyn Swedberg  | Sasha Bonilova\| Mei-Ling Lam | Jessa Lynn Hinton  | Iryna Ivanova     | Tiffany Toth           | Amanda Cerny      | Ciara Price          | Rainy Day Jordan  |                     |
| 2012 | Heather Knox          | Leola Bell        | Lisa Seiffert      | Raquel Pomplun    | Nikki Leigh                   | Amelia Talon       | Shelby Chesnes    | Beth Williams          | Alana Campos      | Pamela Horton        | Britany Nola      | Amanda Streich      |
| 2013 | Karina Marie          | Shawn Dillon      | Ashley Doris       | Jaslyn Ome        | Kristen Nicole                | Audrey Aleen Allen | Alyssa Arcè       | Val Keil               | Bryiana Noelle    | Carly Lauren         | Gemma Lee Farrell | Kennedy Summers     |
| 2014 | Roos van Montfort     | Amanda Booth      | Britt Linn         | Shanice Jordyn    | Dani Mathers                  | Jessica Ashley     | Emily Agnes       | Maggie May             | Stephanie Branton | Roxanna June         | Gia Marie         | Elizabeth Ostrander |
| 2015 | Brittny Ward          | Kayslee Collins   | Chelsie Aryn       | Alexandra Tyler   | Brittany Brousseau            | Kaylia Cassandra   | Kayla Rae Reid    | Dominique Jane         | Monica Sims       | Ana Cheri            | Rachel Harris     | Eugena Washington   |
| 2016 | Amberleigh West       | Kristy Garett     | Dree Hemingway     | Camille Rowe      | Brook Power                   | Josie Canseco      | Ali Michael       | Valerie van der Graaf  | Kelly Gale        | Allie Silva          | Ashley Smith      | Mihalik Enikő       |
| 2017 | Bridget Malcolm       | Joy Corrigan      | Elizabeth Elam     | Nina Daniele      | Lada Kravchenko               | Elsie Hewitt       | Dana Taylor       | Liza Kei               | Jessica Wall      | Milan Dixon          | Ines Rau          | Allie Leggett       |
| 2018 | Kayla Garvin          | Megan Samperi     | Jenny Watwood      | Nereyda Bird      | Shauna Sexton                 | Cassandra Dawn     | Valeria Lakhina   | Lorena Medina          | Kirby Griffin     | Olga de Mar          | Shelby Rose       | Jordan Emanuel      |
| 2019 | Vendela Lindblom      | Megan Moore       | Miki Hamano        | Fo Porter         | Abigail O'Neill               | Yoli Lara          | Teela LaRoux      | Geena Rocero           | Sophie O’Neil     | Hilda Dias Pimentel  | Gillian Chan      | Jordy Murray        |
| 2020 | Riley Ticotin         | Chasity Samone    | Anita Pathammavong | Marsha Elle       | Savannah Smith                | Alicia Olivas      | Priscilla Huggins | Ali Chanel             | Danielle Alcaraz  | Carolina Ballesteros | Khrystyana        | Tanerélle           |